# Tachara
El Tachara, o el palacio de Tachar, también conocido como el Palacio de Darío el Grande, era el edificio exclusivo de Darío I en Persepolis, Irán. Se encuentra a 70 km al noreste de la moderna ciudad de Shiraz en la provincia de Fars.

## Historia y construcción

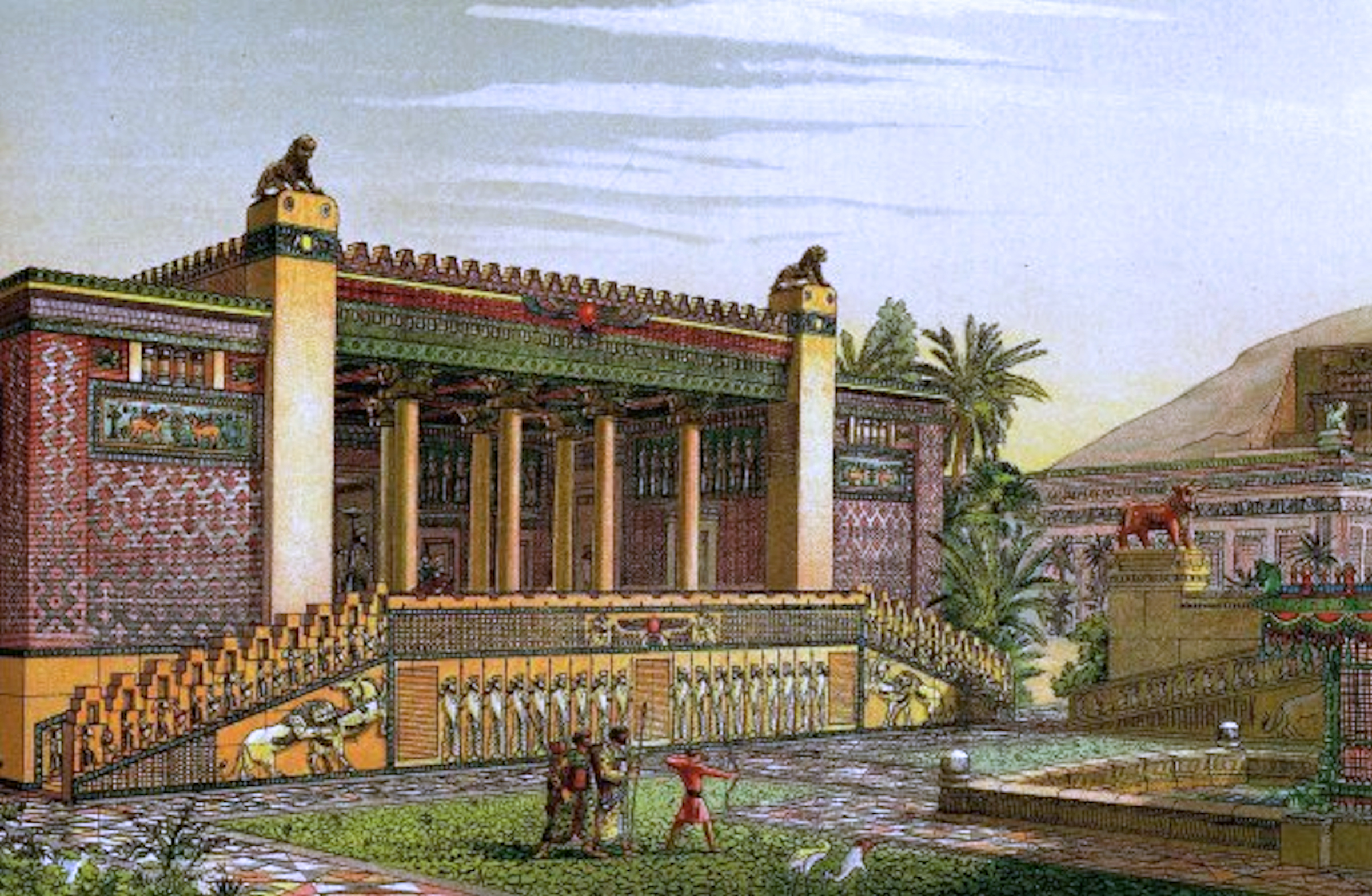
El exterior del Tachara y sus jardines circundantes, descritos por Charles Chipiez.

La construcción se remonta a la época del Imperio Aqueménida (550 aC-330 aC). El edificio ha sido atribuido a Darío I, pero solo una pequeña parte de él estuvo acabada bajo su reinado. Fue completado después de la muerte de Darío I en 486, por su hijo y sucesor, Jerjes I, quién lo llamó un taçara en persa antiguo, traducido en "palacio de invierno". Luego fue utilizado por Artajerjes I. Sus ruinas están inmediatamente al sur de la Apadana.
En el siglo IV a. C., después de la invasión de la Persia aqueménida en 330 aC, Alejandro Magno permitió a sus tropas saquear Persépolis. Este palacio fue una de las pocas estructuras que escaparon a la destrucción en la quema del complejo por parte del ejército de Alejandro Magno.
Además, aunque el palacio Tachara es el nombre más común, tiene otros nombres, como el salón de espejo, es que  las paredes era pulidas finamente hasta que alguien podría verse en las, y el museo de caligrafía, así que a lo largo de la historia algunas inscripciones se han añadido en este palacio.

## Estructura
El Tachara está de espaldas a la Apadana, y está orientado hacia el sur. Con sus 1.160 metros cuadrados, es el más pequeño de los edificios del palacio en la Terraza de Persépolis..
Como la estructura más antigua del palacio en la terraza, fue construida con piedra gris de la mejor calidad. La superficie era casi completamente negra y pulida hasta lograr un intenso brillo. Este tratamiento de superficie combinado con la piedra de alta calidad es la razón por la cual es la que permanece más intacta de todas las ruinas de Persépolis en la actualidad. Aunque sus paredes de bloques de barro se han desintegrado completamente, los enormes bloques de piedra de los marcos de puertas y ventanas han sobrevivido.
Su sala principal es de solo 15.15 m × 15.42 m con tres filas de cuatro columnas. Una ventana completa de 2.65 m × 2.65 m × 1.70 m fue tallada en un solo bloque de piedra y pesaba 18 toneladas. El marco de la puerta se creó a partir de tres monolitos separados y pesaba 75 toneladas.
Al igual que muchas otras partes de Persépolis, el Tachara tiene relieves de dignatarios con tributos. Hay figuras esculpidas de portadores de lanzas que llevan grandes escudos rectangulares de mimbre, ayudantes o sirvientes con botellas de perfume y toallas y un héroe de la realeza que mata leones y monstruos. También hay un bajorrelieve en la puerta principal que muestra a Darío I usando una corona almenada cubierta con láminas de oro.
El Tachara está conectado al patio sur por una doble escalera invertida. Más tarde, bajo el reinado de Artajerjes III, se agregó una nueva escalera al noroeste del Tachara, que está conectada a la sala principal a través de una nueva puerta. En las paredes de estas escaleras, hay representaciones esculpidas de figuras como sirvientes, asistentes y soldados vestidos con trajes medos y persas, así como delegaciones portadoras de regalos que flanquean las inscripciones talladas.
El orgullo de Darío el Grande por la excelente artesanía es evidente al ordenar la siguiente inscripción en todos los 18 nichos y marcos de ventanas: Marcos de piedra, hechos para el Palacio del Rey Darío.

## Función
La función del edificio, sin embargo, era más ceremonial que residencial. Una vez completado, sirvió junto con las escaleras de entrada orientadas hacia el sur anteriores como el lugar para celebrar el Nowruz hasta que los otros edificios que conformarían Persépolis pudieran terminarse, lo que incluía una unión provisional del Apadana, el Salón del Trono y un Salón de Banquetes.

## Galería

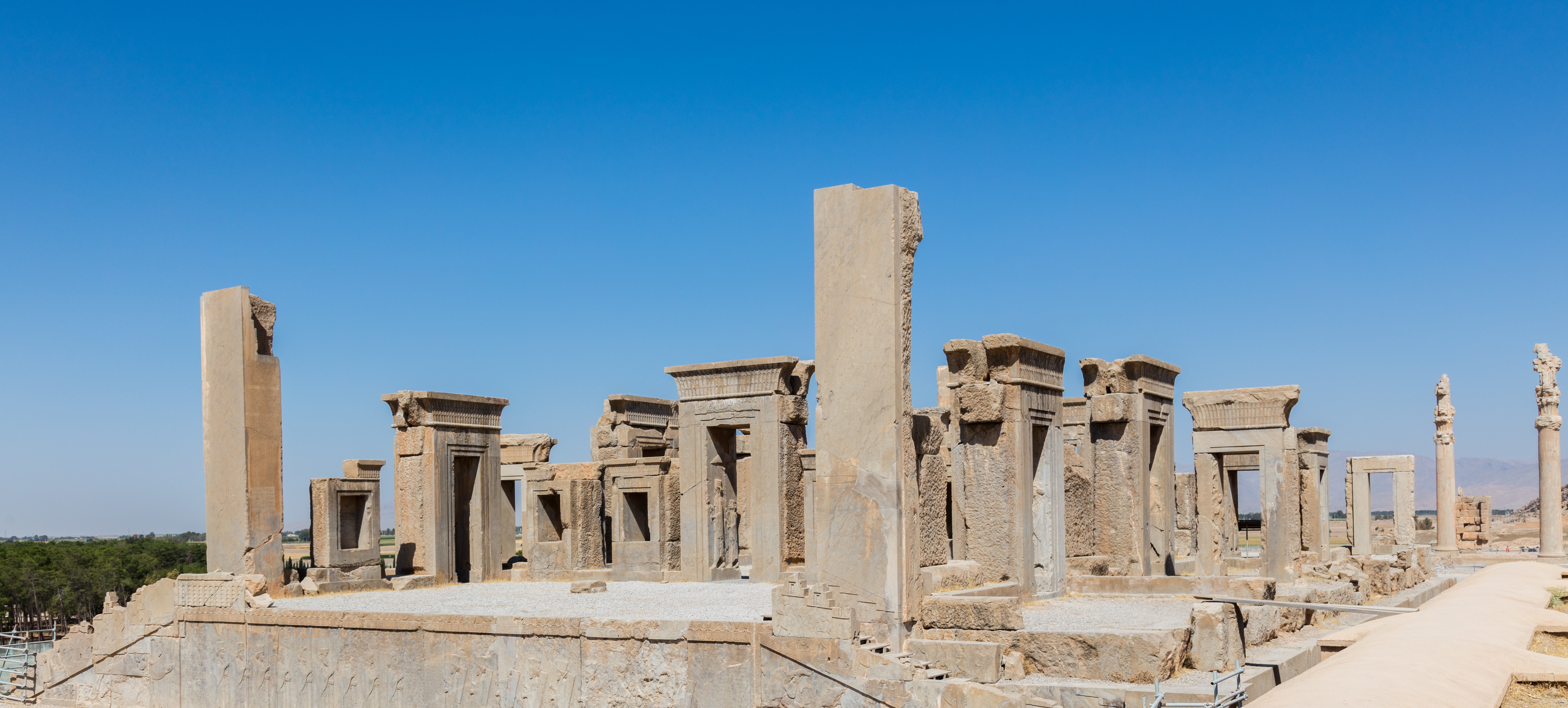
Vista general.
Bajorrelieve del Tachara.
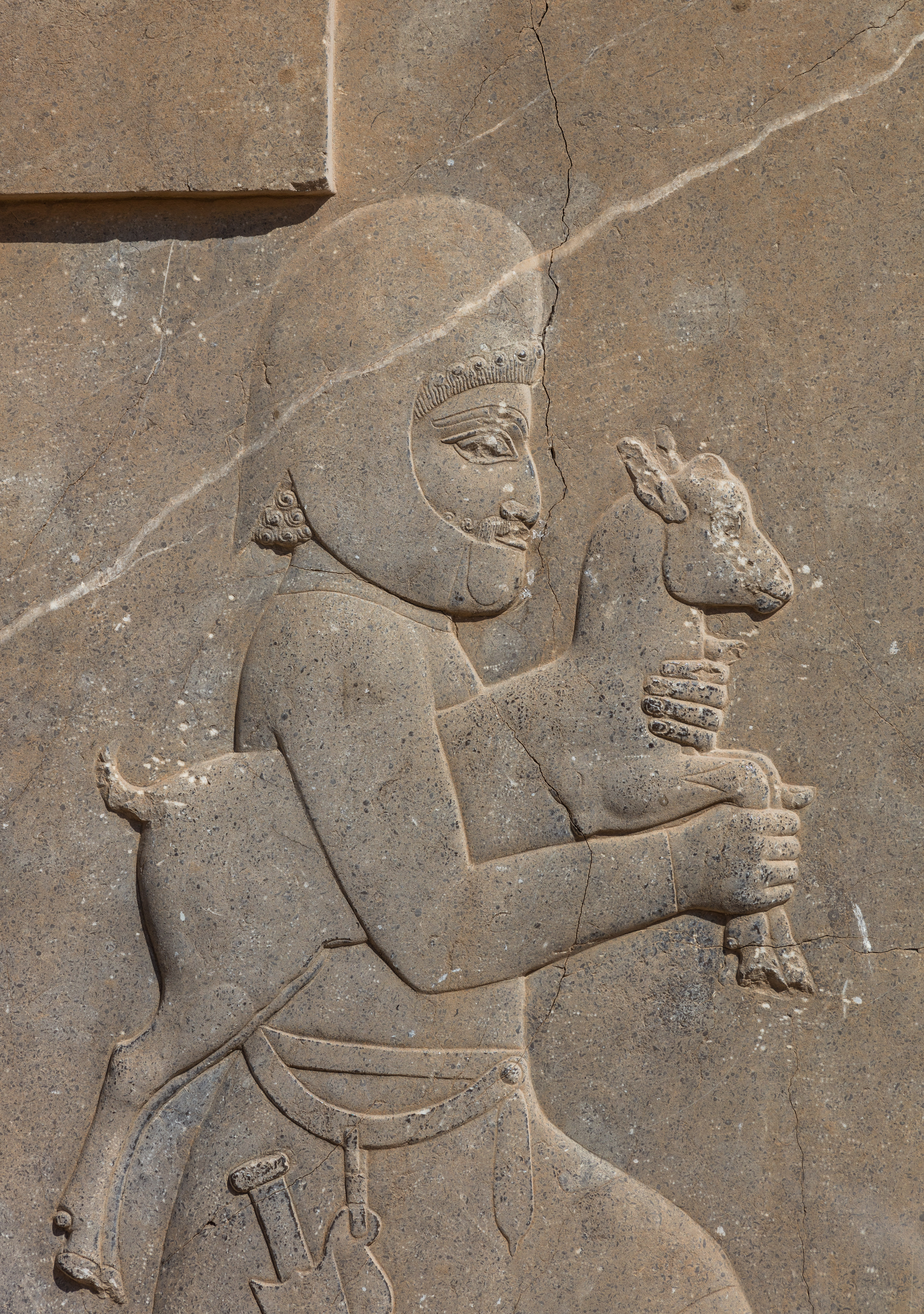
Detalle de un miembro de una comitiva con un cordero como obsequio.
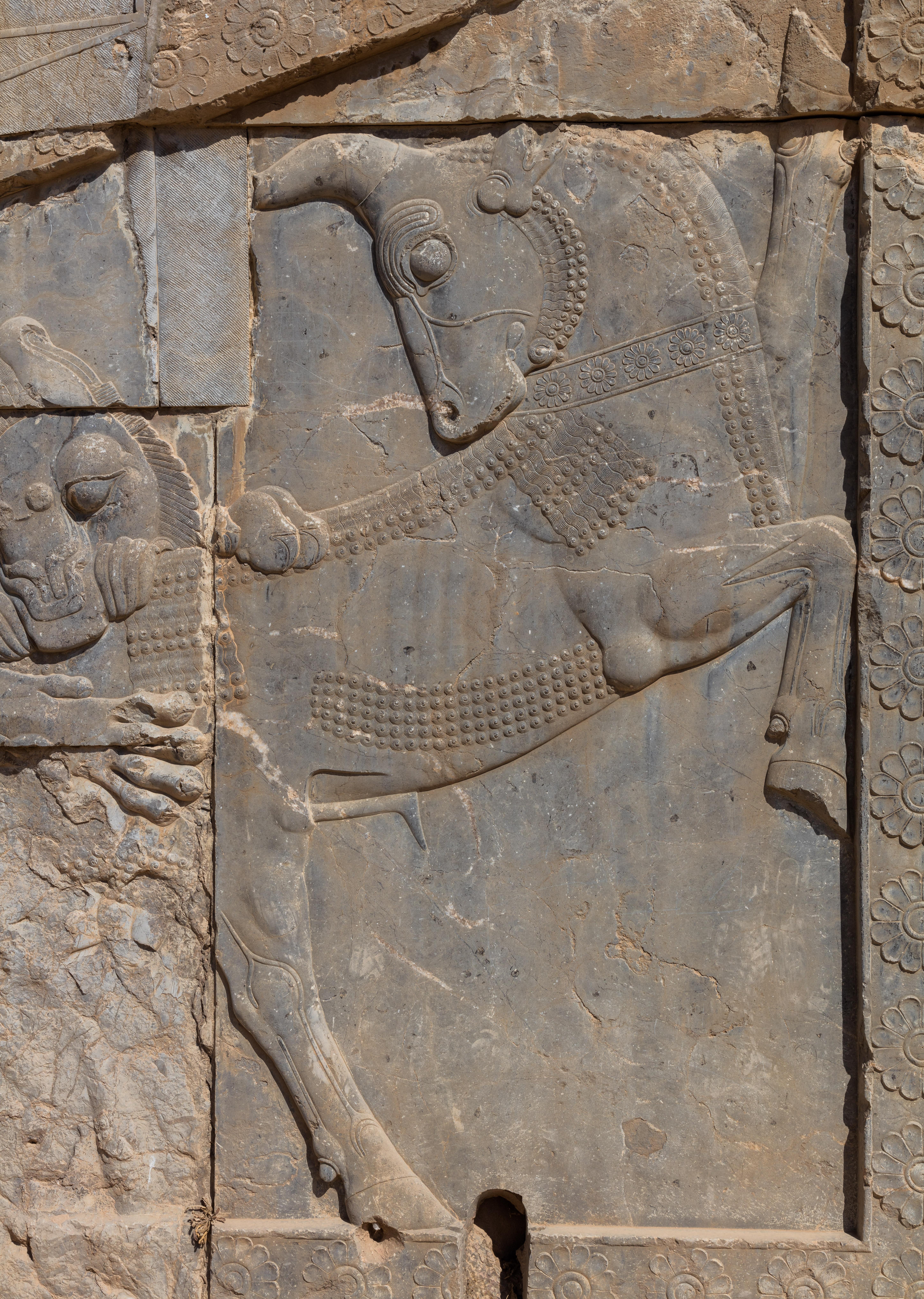
Detalle de la lucha entre el león y el toro.
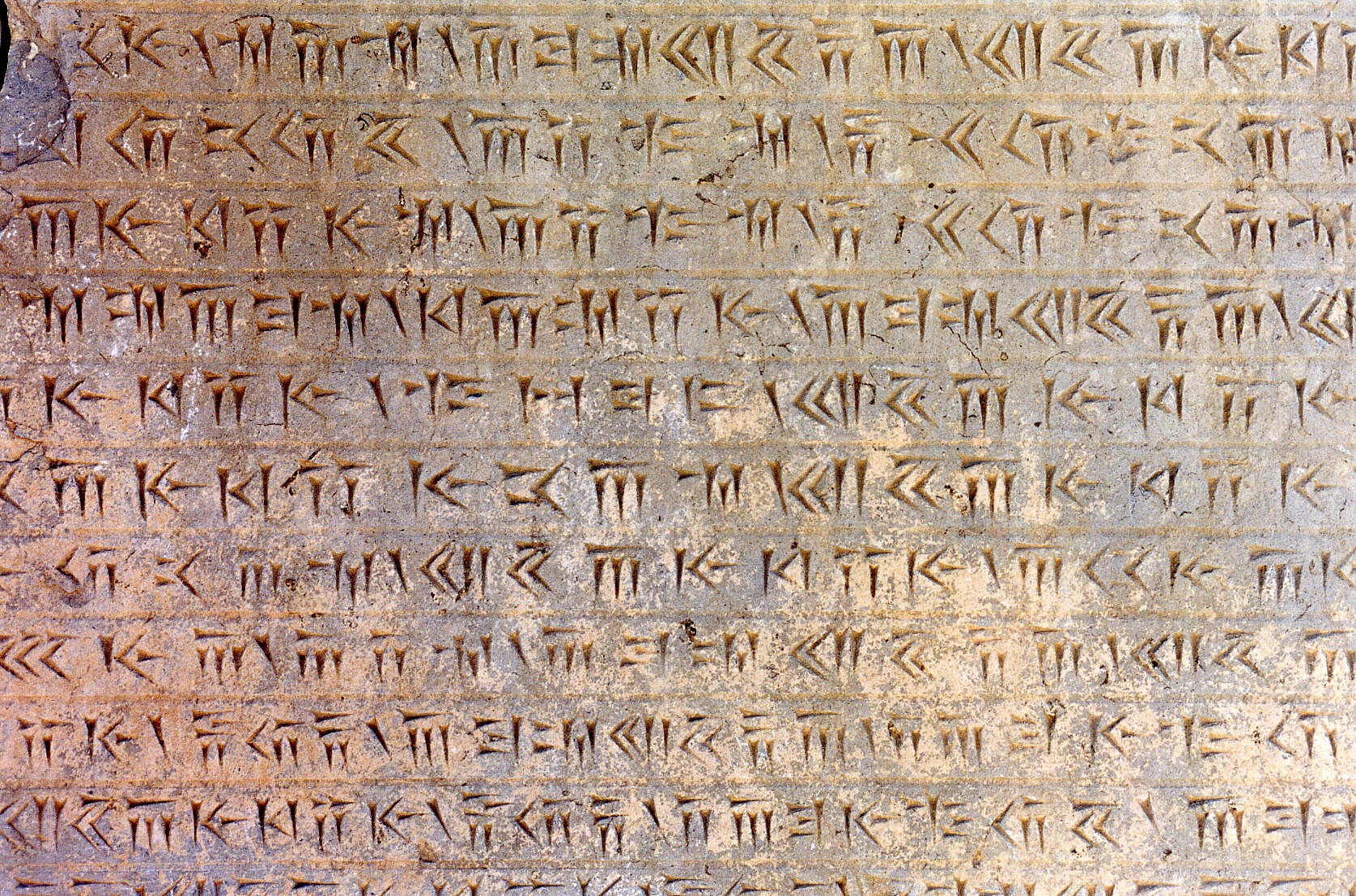
Inscripción.